# Финал НБА 2010
Финал НБА 2010 года заключительная стадия регулярного чемпионата НБА в сезоне 2009/10 и окончание плей-офф. Чемпионы Восточной конференции «Бостон Селтикс» сыграли с чемпионами Западной конференции «Лос-Анджелес Лейкерс». «Лос-Анджелес Лейкерс» стал чемпионом НБА, обыграв «Бостон Селтикс» со счётом 4—3. Это 16-й титул в истории клуба. Коби Брайант был признан MVP финала НБА.
Финал НБА проходил в четверг-воскресенье-вторник, начавшись в четверг, 3 июня. «Лейкерс» обладал преимуществом домашней площадки, так как показатель побед/поражений в сезоне, у них был лучше, чем у «Селтикс». Команды встречались 12-й раз в финале; до этого «Селтикс» выиграли девять из 11 финалов против «Лейкерс», победив в 1959, 1962, 1963, 1965, 1966, 1968, 1969 1984 и 2008 годах, а «Лейкерс» выиграли в 1985 и 1987 годах. «Селтикс» до этого финала побеждали 17 раз в чемпионатах НБА, а «Лейкерс» — 15.
Эти две команды в последний раз встречались в финале 2008 года, тогда «Селтикс» выиграл у «Лейкерс» со счётом 4-2. Пол Пирс был назван MVP финала НБА. Большая часть составов команд сохранилась. «Лос-Анджелес Лейкерс» являлись текущими чемпионами, обыграв в прошлогоднем чемпионате «Орландо Мэджик» со счетом 4—1.

## Арены
| Лос-Анджелес        | Бостон Лос-АнджелесАрены финала НБА 2010 | Бостон              |
| Стейплс-центр       | Бостон Лос-АнджелесАрены финала НБА 2010 | ТД-гарден           |
| Вместимость: 18 997 | Бостон Лос-АнджелесАрены финала НБА 2010 | Вместимость: 18 624 |
| Стейплс-центр       | Бостон Лос-АнджелесАрены финала НБА 2010 | ТД-гарден           |

## Предстояние

### Плей-офф НБА 2010
| Западная конференция | Западная конференция    | Западная конференция | Западная конференция | Западная конференция | Западная конференция |
| Место                | Команда                 | В                    | П                    | %                    | От                   |
| -------------------- | ----------------------- | -------------------- | -------------------- | -------------------- | -------------------- |
| 1                    | Лос-Анджелес Лейкерс    | 57                   | 25                   | .695                 | –                    |
| 2                    | Даллас Маверикс         | 55                   | 27                   | .671                 | 2.0                  |
| 3                    | Финикс Санз             | 54                   | 28                   | .659                 | 3.0                  |
| 4                    | Денвер Наггетс          | 53                   | 29                   | .646                 | 4.0                  |
| 5                    | Юта Джаз                | 53                   | 29                   | .646                 | 4.0                  |
| 6                    | Портленд Трэйл Блэйзерс | 50                   | 32                   | .610                 | 7.0                  |
| 7                    | Сан-Антонио Спёрс       | 50                   | 32                   | .610                 | 7.0                  |
| 8                    | Оклахома-Сити Тандер    | 50                   | 32                   | .610                 | 7.0                  |
|                      |                         |                      |                      |                      |                      |
| 9                    | Хьюстон Рокетс          | 42                   | 40                   | .512                 | 15.0                 |
| 10                   | Мемфис Гриззлис         | 40                   | 42                   | .488                 | 17.0                 |
| 11                   | Нью-Орлеан Хорнетс      | 37                   | 45                   | .451                 | 20.0                 |
| 12                   | Лос-Анджелес Клипперс   | 29                   | 53                   | .354                 | 28.0                 |
| 13                   | Голден Стэйт Уорриорз   | 26                   | 56                   | .317                 | 31.0                 |
| 14                   | Сакраменто Кингз        | 25                   | 57                   | .305                 | 32.0                 |
| 15                   | Миннесота Тимбервулвз   | 15                   | 67                   | .183                 | 42.0                 |

| Восточная конференция | Восточная конференция | Восточная конференция | Восточная конференция | Восточная конференция | Восточная конференция |
| Место                 | Команда               | В                     | П                     | %                     | От                    |
| --------------------- | --------------------- | --------------------- | --------------------- | --------------------- | --------------------- |
| 1                     | Кливленд Кавальерс    | 61                    | 21                    | .744                  | -                     |
| 2                     | Орландо Мэджик        | 59                    | 23                    | .720                  | 2.0                   |
| 3                     | Атланта Хокс          | 53                    | 29                    | .646                  | 8.0                   |
| 4                     | Бостон Селтикс        | 50                    | 32                    | .610                  | 11.0                  |
| 5                     | Майами Хит            | 47                    | 35                    | .573                  | 14.0                  |
| 6                     | Милуоки Бакс          | 46                    | 36                    | .561                  | 15.0                  |
| 7                     | Шарлотт Бобкэтс       | 44                    | 38                    | .537                  | 17.0                  |
| 8                     | Чикаго Буллз          | 41                    | 41                    | .500                  | 20.0                  |
|                       |                       |                       |                       |                       |                       |
| 9                     | Торонто Рэпторс       | 40                    | 42                    | .488                  | 21.0                  |
| 10                    | Индиана Пэйсерс       | 32                    | 50                    | .390                  | 29.0                  |
| 11                    | Нью-Йорк Никс         | 29                    | 53                    | .354                  | 32.0                  |
| 12                    | Детройт Пистонс       | 27                    | 55                    | .329                  | 34.0                  |
| 13                    | Филадельфия-76        | 27                    | 55                    | .329                  | 34.0                  |
| 14                    | Вашингтон Уизардс     | 26                    | 56                    | .317                  | 35.0                  |
| 15                    | Нью-Джерси Нетс       | 12                    | 70                    | .146                  | 49.0                  |

### Регулярный сезон
В матчах регулярного сезона команды встречались дважды, причём побеждали команды в гостях и с разницей всего лишь в одно очко:
| 31 января 2010 3:30 pm | Протокол | Лос-Анджелес Лейкерс             | 90:89    | Бостон Селтикс     | ТД-гарден, Бостон, Массачусетс Зрителей: 18,624 Судьи: Марк Дэвис Дерек Ричардсон Беннетт Сальваторе |
| 31 января 2010 3:30 pm | Протокол | 30:19, 17:33, 19:21, 24:16       |          |                    | ТД-гарден, Бостон, Массачусетс Зрителей: 18,624 Судьи: Марк Дэвис Дерек Ричардсон Беннетт Сальваторе |
| 31 января 2010 3:30 pm | Протокол | Коби Брайант, Эндрю Байнам по 19 | Очки     | Рэджон Рондо 21    | ТД-гарден, Бостон, Массачусетс Зрителей: 18,624 Судьи: Марк Дэвис Дерек Ричардсон Беннетт Сальваторе |
| 31 января 2010 3:30 pm | Протокол | Эндрю Байнам, Пау Газоль по 11   | Подборы  | Кендрик Перкинс 10 | ТД-гарден, Бостон, Массачусетс Зрителей: 18,624 Судьи: Марк Дэвис Дерек Ричардсон Беннетт Сальваторе |
| 31 января 2010 3:30 pm | Протокол | Коби Брайант 6                   | Передачи | Рэджон Рондо 12    | ТД-гарден, Бостон, Массачусетс Зрителей: 18,624 Судьи: Марк Дэвис Дерек Ричардсон Беннетт Сальваторе |

| 18 февраля 2010 10:30 pm | Протокол | Бостон Селтикс             | 87:86    | Лос-Анджелес Лейкерс | Стейплс-центр, Лос-Анджелес, Калифорния Зрителей: 18,997 Судьи: Боб Делейни Родни Мотт Лерой Ричардсон |
| 18 февраля 2010 10:30 pm | Протокол | 30:27, 23:21, 23:21, 11:17 |          |                      | Стейплс-центр, Лос-Анджелес, Калифорния Зрителей: 18,997 Судьи: Боб Делейни Родни Мотт Лерой Ричардсон |
| 18 февраля 2010 10:30 pm | Протокол | Рэй Аллен 24               | Очки     | Пау Газоль 22        | Стейплс-центр, Лос-Анджелес, Калифорния Зрителей: 18,997 Судьи: Боб Делейни Родни Мотт Лерой Ричардсон |
| 18 февраля 2010 10:30 pm | Протокол | Кендрик Перкинс 14         | Подборы  | Ламар Одом 14        | Стейплс-центр, Лос-Анджелес, Калифорния Зрителей: 18,997 Судьи: Боб Делейни Родни Мотт Лерой Ричардсон |
| 18 февраля 2010 10:30 pm | Протокол | Рэджон Рондо 11            | Передачи | Шеннон Браун 4       | Стейплс-центр, Лос-Анджелес, Калифорния Зрителей: 18,997 Судьи: Боб Делейни Родни Мотт Лерой Ричардсон |

## Результаты матчей
Время матчей указано по Североамериканскому восточному времени (UTC−4).

### 1-й матч
| 3 июня 9:00 p.m. ET | Протокол | Бостон Селтикс             | 89:102   | Лос-Анджелес Лейкерс | Стейплс-центр, Лос-Анджелес, Калифорния Зрителей: 18,997 Судьи: Джо Кроуфорд ДжеДероза Деррик Стаффорд | НТВ+ |
| 3 июня 9:00 p.m. ET | Протокол | 21:26, 20:24, 23:34, 25:18 |          |                      | Стейплс-центр, Лос-Анджелес, Калифорния Зрителей: 18,997 Судьи: Джо Кроуфорд ДжеДероза Деррик Стаффорд | НТВ+ |
| 3 июня 9:00 p.m. ET | Протокол | Пол Пирс 24                | Очки     | Коби Брайант 30      | Стейплс-центр, Лос-Анджелес, Калифорния Зрителей: 18,997 Судьи: Джо Кроуфорд ДжеДероза Деррик Стаффорд | НТВ+ |
| 3 июня 9:00 p.m. ET | Протокол | Пол Пирс 9                 | Подборы  | Пау Газоль 14        | Стейплс-центр, Лос-Анджелес, Калифорния Зрителей: 18,997 Судьи: Джо Кроуфорд ДжеДероза Деррик Стаффорд | НТВ+ |
| 3 июня 9:00 p.m. ET | Протокол | Рэджон Рондо 8             | Передачи | Коби Брайант 6       | Стейплс-центр, Лос-Анджелес, Калифорния Зрителей: 18,997 Судьи: Джо Кроуфорд ДжеДероза Деррик Стаффорд | НТВ+ |
| 3 июня 9:00 p.m. ET | Протокол | Лейкерс повёл в серии 1—0  |          |                      | Стейплс-центр, Лос-Анджелес, Калифорния Зрителей: 18,997 Судьи: Джо Кроуфорд ДжеДероза Деррик Стаффорд | НТВ+ |

С первых минут матча игроки обеих команд стали играть в атлетичный, местами жёсткий баскетбол. Уже через тридцать секунд после начала Рон Артест и Пол Пирс получили по техническому замечанию. Коби Брайант довольно быстро набрал два персональных фола. Всего в первой четверти команды набрали 18 фолов. Защитники «Бостона» и «Лейкерс» максимально сконцентрировано играли против лидеров команд Коби Брайанта и Пол Пирса. Первая четверть завершилась с преимуществом «Лос-Анджелеса» — 26:21. Вторая четверть стала продолжением первой: к большому перерыву баскетболисты обеих команд выполнили 27 штрафных бросков. Преимущество осталось за «Лейкерс» — 24:20 по итогам второй четверти и 50:41 к большому перерыву. Несмотря на преимущество, «Кельты» смогли навязать борьбу сопернику, особенно старался Рэджон Рондо, набравший 10 очков. Однако на последних минутах четверти «Лос-Анджелес» спуртовал, перебросав гостей 11:2. Третья четверть закончилась со счётом 84:64, предопределив исход поединка. В финальном отрезке матча баскетболисты «Лейкерс» уверенно контролировали ход поединка и добились победы 102:89, поведя в серии 1:0.

### 2-й матч
| 6 июня 8:00 p.m. ET | Протокол | Бостон Селтикс             | 103:94   | Лос-Анджелес Лейкерс | Стейплс-центр, Лос-Анджелес, Калифорния Зрителей: 18,997 Судьи: Монти Маккатчен Майк Каллахан Кен Майер | НТВ+ |
| 6 июня 8:00 p.m. ET | Протокол | 29:22, 25:26, 18:24, 31:22 |          |                      | Стейплс-центр, Лос-Анджелес, Калифорния Зрителей: 18,997 Судьи: Монти Маккатчен Майк Каллахан Кен Майер | НТВ+ |
| 6 июня 8:00 p.m. ET | Протокол | Рэй Аллен 32               | Очки     | Пау Газоль 25        | Стейплс-центр, Лос-Анджелес, Калифорния Зрителей: 18,997 Судьи: Монти Маккатчен Майк Каллахан Кен Майер | НТВ+ |
| 6 июня 8:00 p.m. ET | Протокол | Рэджон Рондо 12            | Подборы  | Пау Газоль 8         | Стейплс-центр, Лос-Анджелес, Калифорния Зрителей: 18,997 Судьи: Монти Маккатчен Майк Каллахан Кен Майер | НТВ+ |
| 6 июня 8:00 p.m. ET | Протокол | Рэджон Рондо 10            | Передачи | Коби Брайант 6       | Стейплс-центр, Лос-Анджелес, Калифорния Зрителей: 18,997 Судьи: Монти Маккатчен Майк Каллахан Кен Майер | НТВ+ |
| 6 июня 8:00 p.m. ET | Протокол | В серии ничья, 1—1         |          |                      | Стейплс-центр, Лос-Анджелес, Калифорния Зрителей: 18,997 Судьи: Монти Маккатчен Майк Каллахан Кен Майер | НТВ+ |

«Лос-Анджелес Лейкерс» потерпели первое поражение в плей-офф 2010 на своей площадке во второй игре с «Бостон Селтикс». Несмотря на спад в середине матча, когда «Бостон» проиграл вторую и третью четверти (25:26, 18:24), они хорошо провели первую 12-минутку (29:22) и, особенно, заключительную (31:22). В итоге общая победа «Бостона» со счётом 103:94. Залогом успеха «Селтикс» стал Рэджон Рондо, который сделал трипл-дабл — 19 очков, 12 подборов и 10 передач. Лучшим снайпером матча стал Рэй Аллен, на счету которого 32 очка, 27 из которых он набрал из-за 3-очковой дуги в первой половине — установив рекорд плей-офф по количеству забитых 3-очковых (8 из 11). В «Лейкерс» лучшим стал Пау Газоль набравший 25 очков, по 21 баллу набрали Коби Брайант и Эндрю Байнум.

### 3-й матч
| 8 июня 9:00 p.m. ET | Протокол | Лос-Анджелес Лейкерс       | 91:84    | Бостон Селтикс     | ТД-гарден, Бостон, Массачусетс Зрителей: 18,624 Судьи: Дэн Кроуфорд Билл Кеннеди Беннетт Салваторе | НТВ+ |
| 8 июня 9:00 p.m. ET | Протокол | 26:17, 26:23, 15:21, 24:23 |          |                    | ТД-гарден, Бостон, Массачусетс Зрителей: 18,624 Судьи: Дэн Кроуфорд Билл Кеннеди Беннетт Салваторе | НТВ+ |
| 8 июня 9:00 p.m. ET | Протокол | Коби Брайант 29            | Очки     | Кевин Гарнетт 25   | ТД-гарден, Бостон, Массачусетс Зрителей: 18,624 Судьи: Дэн Кроуфорд Билл Кеннеди Беннетт Салваторе | НТВ+ |
| 8 июня 9:00 p.m. ET | Протокол | Пау Газоль, Байнум 10      | Подборы  | Кендрик Перкинс 11 | ТД-гарден, Бостон, Массачусетс Зрителей: 18,624 Судьи: Дэн Кроуфорд Билл Кеннеди Беннетт Салваторе | НТВ+ |
| 8 июня 9:00 p.m. ET | Протокол | Брайант, Пау Газоль 4      | Передачи | Рэджон Рондо 8     | ТД-гарден, Бостон, Массачусетс Зрителей: 18,624 Судьи: Дэн Кроуфорд Билл Кеннеди Беннетт Салваторе | НТВ+ |
| 8 июня 9:00 p.m. ET | Протокол | Лейкерс повёл в серии 2—1  |          |                    | ТД-гарден, Бостон, Массачусетс Зрителей: 18,624 Судьи: Дэн Кроуфорд Билл Кеннеди Беннетт Салваторе | НТВ+ |

Бостон сделал сильный рывок в течение первых 4 минут игры, благодаря 3 забитым броскам с игры Кевина Гарнетта, поведя в счёте 12-5. Но после тайм-аута «Лос-Анджелес Лейкерс» сделал ответный рывок 32-8, в конце первой четверти, а со второй полностью взяв контроль над игрой. На большой перерыв Бостон ушёл с дефицитом в 12 очков. В третьей четверти «Селтикс» сумел сократить разрыв до 6 баллов. Последнюю четверть «Селтикс» провели в попытках перехватить инициативу. За четыре минуты до конца после дальнего попадания Пола Пирса отставание «кельтов» сократилось до трёх очков, но большего добиться бостонцы не смогли. Дерек Фишер стал основной движущей силой «Лейкерс» в заключительном отрезке, набрав 11 очков в 4-й четверти, реализовав 5 бросков из 7. Коби Брайант стал самым результативным игроком Лос-Анджелеса, набрав 26 очков, 25 из которых во второй и третьей четвертях. Пол Пирс сталкнулся с проблемой c фолами, набрав 15 очков и 5 фолов, Рэй Аллен ни разу не попал из 13 попыток. С другой стороны, Кевин Гарнетт набрал 25 очков, сделал 6 подборов и 3 передачи.

### 4-й матч
| 10 июня 9:00 p.m. ET | Протокол | Лос-Анджелес Лейкерс       | 89:96    | Бостон Селтикс     | ТД-гарден, Бостон, Массачусетс Зрителей: 18,624 Судьи: Скотт Фостер Эдди Ф. Раш Грег Уиллард | НТВ+ |
| 10 июня 9:00 p.m. ET | Протокол | 16:19, 29:23, 17:18, 27:36 |          |                    | ТД-гарден, Бостон, Массачусетс Зрителей: 18,624 Судьи: Скотт Фостер Эдди Ф. Раш Грег Уиллард | НТВ+ |
| 10 июня 9:00 p.m. ET | Протокол | Коби Брайант 33            | Очки     | Пол Пирс 19        | ТД-гарден, Бостон, Массачусетс Зрителей: 18,624 Судьи: Скотт Фостер Эдди Ф. Раш Грег Уиллард | НТВ+ |
| 10 июня 9:00 p.m. ET | Протокол | Артест, Одом 7             | Подборы  | Кендрик Перкинс 11 | ТД-гарден, Бостон, Массачусетс Зрителей: 18,624 Судьи: Скотт Фостер Эдди Ф. Раш Грег Уиллард | НТВ+ |
| 10 июня 9:00 p.m. ET | Протокол | Артест, Пау Газоль 3       | Передачи | Пол Пирс 5         | ТД-гарден, Бостон, Массачусетс Зрителей: 18,624 Судьи: Скотт Фостер Эдди Ф. Раш Грег Уиллард | НТВ+ |
| 10 июня 9:00 p.m. ET | Протокол | В серии ничья, 2—2         |          |                    | ТД-гарден, Бостон, Массачусетс Зрителей: 18,624 Судьи: Скотт Фостер Эдди Ф. Раш Грег Уиллард | НТВ+ |

«Бостон» восстановил равенство в финальной серии против «Лейкерс», впервые выиграв у себя дома. Весомый вклад в победу внёс вышедший на замену форвард «кельтов» Глен Дэвис. Первая четверть стала своеобразной дуэлью Пау Газоля и Пола Пирса. Относительное равенство после первых полутора четвертей было нарушено тремя точными попаданиями Коби Брайанта, позволившие «Лейкерс» вырваться вперёд. С преимуществом в три очка в пользу гостей команды ушли на большой перерыв. Со второй половины встречи Газоль и Брайант продолжали вести «Лейкерс» вперёд, хотя значительно оторваться в счёте калифорнийцам не удавалось. Зато коллективная игра хозяев стала приносить свои плоды. Гарнетт на пару с Алленом восстановили паритет перед заключительной четвертью. У «Бостона» удачно вошёл в игру вместо Гарнетта Глен Дэвис, начинавший встречу на скамейке запасных. Тяжёлый форвард организовал мини-рывок своей команды (7:0), ставшем ключевым. Затем Нэйт Робинсон набрал четыре очка, увеличил преимущество хозяев до 10 баллов. У «Лейкерс» была возможность спасти матч примерно за минуту до конца основного времени. Рэй Аллен сфолил на Брайанте за трёхочковой линией. Коби реализовал все три штрафных. Рэджон Рондо, выбив мяч у Брайанта на ведении, забивает в быстром отрыве, а Ламар Одом получил абсолютно необязательный фол на Гарнетте, который реализовал оба штрафных. Точный дальний бросок Брайанта уже не имел никакого значения.

### 5-й матч
| 13 июня 8:00 p.m. ET | Протокол | Лос-Анджелес Лейкерс       | 86:92    | Бостон Селтикс   | ТД-гарден, Бостон, Массачусетс Зрителей: 18,624 Судьи: Джо Кроуфорд Майк Кэллахан Деррик Стаффорд | НТВ+ |
| 13 июня 8:00 p.m. ET | Протокол | 20:22, 19:23, 26:28, 21:19 |          |                  | ТД-гарден, Бостон, Массачусетс Зрителей: 18,624 Судьи: Джо Кроуфорд Майк Кэллахан Деррик Стаффорд | НТВ+ |
| 13 июня 8:00 p.m. ET | Протокол | Коби Брайант 38            | Очки     | Пол Пирс 27      | ТД-гарден, Бостон, Массачусетс Зрителей: 18,624 Судьи: Джо Кроуфорд Майк Кэллахан Деррик Стаффорд | НТВ+ |
| 13 июня 8:00 p.m. ET | Протокол | Пау Газоль 12              | Подборы  | Кевин Гарнетт 10 | ТД-гарден, Бостон, Массачусетс Зрителей: 18,624 Судьи: Джо Кроуфорд Майк Кэллахан Деррик Стаффорд | НТВ+ |
| 13 июня 8:00 p.m. ET | Протокол | Коби Брайант 4             | Передачи | Рэджон Рондо 8   | ТД-гарден, Бостон, Массачусетс Зрителей: 18,624 Судьи: Джо Кроуфорд Майк Кэллахан Деррик Стаффорд | НТВ+ |
| 13 июня 8:00 p.m. ET | Протокол | Селтикс повёл в серии, 3–2 |          |                  | ТД-гарден, Бостон, Массачусетс Зрителей: 18,624 Судьи: Джо Кроуфорд Майк Кэллахан Деррик Стаффорд | НТВ+ |

Бостонцы выдали стартовый рывок 6:0. А вот у калифорнийцев в нападении не заладилось — первые шесть атак оказались нерезультативными, незаметен был и Коби Брайант. Несмотря на всё это, «Лейкерс» выдали ответный рывок — 8:0. Затем игра надолго выровнялась. У «Бостона» эффектно один в один разбирались с оппонентами Гарнетт и Рондо — на что «озёрники» отвечали «двойками» Брайанта и Байнума. Дебют второй четверти остался за «Селтикс». Резервисты хозяев уверенно переиграли запасных «Лейкерс». Тайм-аут Фила Джексона, ротация состава и за 5.38 до большого перерыва разница сократилась до минимума — 32:31 в пользу бостонцев. Однако, Пол Пирс дважды забивает со средней и на перерыв команды ушли со счётом 45:39 в пользу Бостона. На первой же минуте третьей четверти «кельты» впервые сделал разрыв двузначным — Рондо забивает в проходе, а Пирс после блок-шота Гарнетта Пау Газолю забил из-за дуги — 50:39. После этого в команде гостей забивал лишь Брайант, набрав 19 очков подряд из 19 общекомандных. У «Селтикс» в третьей четверти забивал Пол Пирс — 10 из своих 13 бросков. Перед последней четвертью преимущество в пользу хозяев 73-65. В заключительном периоде у «Лейкерс» был вполне реальный шанс побороться за победу — на последней минуте преимущество хозяев составляло всего 5 очков. А могло быть ещё меньше, реализуй Артест хотя бы один из двух трёхочковых бросков и не промахнись трижды подряд с линии штрафных. В последних трёх атаках Брайант пытался «спасти» матч с помощью безнадёжных дальних бросков, но безуспешно. Залогом победы «Бостона» стал процент двухочковых попаданий с игры — 56,3. У «Лейкерс» аналогичный показатель составлял лишь 39,7.

### 6-й матч
| 15 июня 9:00 p.m. ET | Протокол | Бостон Селтикс             | 67:89    | Лос-Анджелес Лейкерс | Стейплс-центр, Лос-Анджелес, Калифорния Зрителей: 18,997 Судьи: Монти Маккатчен Джо Дероза Кен Майер | НТВ+ |
| 15 июня 9:00 p.m. ET | Протокол | 18:28, 13–23, 20:25, 16:13 |          |                      | Стейплс-центр, Лос-Анджелес, Калифорния Зрителей: 18,997 Судьи: Монти Маккатчен Джо Дероза Кен Майер | НТВ+ |
| 15 июня 9:00 p.m. ET | Протокол | Рэй Аллен 19               | Очки     | Коби Брайант 26      | Стейплс-центр, Лос-Анджелес, Калифорния Зрителей: 18,997 Судьи: Монти Маккатчен Джо Дероза Кен Майер | НТВ+ |
| 15 июня 9:00 p.m. ET | Протокол | Глен Дэвис 9               | Подборы  | Пау Газоль 13        | Стейплс-центр, Лос-Анджелес, Калифорния Зрителей: 18,997 Судьи: Монти Маккатчен Джо Дероза Кен Майер | НТВ+ |
| 15 июня 9:00 p.m. ET | Протокол | Рэджон Рондо 6             | Передачи | Пау Газоль 9         | Стейплс-центр, Лос-Анджелес, Калифорния Зрителей: 18,997 Судьи: Монти Маккатчен Джо Дероза Кен Майер | НТВ+ |
| 15 июня 9:00 p.m. ET | Протокол | В серии ничья, 3–3         |          |                      | Стейплс-центр, Лос-Анджелес, Калифорния Зрителей: 18,997 Судьи: Монти Маккатчен Джо Дероза Кен Майер | НТВ+ |

В шестом матче «Лейкерс» на своей площадке уверенно обыграл «Бостон» со счётом 89:67. «Лейкерс» образцово оборонялись, держа соперника на дистанции, заставляя атаковать «Селтикс», по большей части, из неудобных положений. Борьба под щитами также осталась за «Лейкерс» (13-30), во многом из-за травмы колена полученной Кендрик Перкинсом в самом старте игры. До середины первой четверти «кельтам» удавалось идти нога в ногу с «озёрниками», но при счёте 10:12 Коби Брайант организовал первый рывок в этом матче, после которого отрыв только увеличивался. Уже к середине второй четверти «Лейкерс» увеличили свой гандикап вдвое. У кельтов напроч разладилась командная игра, они стали играть слишком индивидуально в концовках. К большому перерыву счёт стал 31:51. За пять минут до конца третьей четверти стало окончательно ясно, что «кельтам» отыграться не удастся — Артест и Вуячич с интервалом в 44 секунды дважды забили из-за дуги — 76:51. В середине заключительной четверти на площадке появились резервисты обеих команд, откровенно доигрывая матч. Самым результативным игроком в составе победителей стал защитник Коби Брайант, набравший 26 очков. Центровой Пау Газоль остановился в шаге от трипл-дабла, собрав коллекцию из 17 очков, 13 подборов и 9 передач. У «Селтикс» самым результативным стал Рэй Аллен, на счету которого 19 баллов.

### 7-й матч
| 17 июня 9:00 p.m. ET | Протокол | Бостон Селтикс                 | 79:83    | Лос-Анджелес Лейкерс | Стейплс-центр, Лос-Анджелес, Калифорния Зрителей: 18,997 Судьи: Джо Кроуфорд Дэн Кроуфорд Скотт Фостер | НТВ+ |
| 17 июня 9:00 p.m. ET | Протокол | 23:14, 17:20, 17:19, 22:30     |          |                      | Стейплс-центр, Лос-Анджелес, Калифорния Зрителей: 18,997 Судьи: Джо Кроуфорд Дэн Кроуфорд Скотт Фостер | НТВ+ |
| 17 июня 9:00 p.m. ET | Протокол | Пол Пирс 18                    | Очки     | Коби Брайант 23      | Стейплс-центр, Лос-Анджелес, Калифорния Зрителей: 18,997 Судьи: Джо Кроуфорд Дэн Кроуфорд Скотт Фостер | НТВ+ |
| 17 июня 9:00 p.m. ET | Протокол | Пол Пирс 10                    | Подборы  | Пау Газоль 18        | Стейплс-центр, Лос-Анджелес, Калифорния Зрителей: 18,997 Судьи: Джо Кроуфорд Дэн Кроуфорд Скотт Фостер | НТВ+ |
| 17 июня 9:00 p.m. ET | Протокол | Рэджон Рондо 10                | Передачи | Пау Газоль 4         | Стейплс-центр, Лос-Анджелес, Калифорния Зрителей: 18,997 Судьи: Джо Кроуфорд Дэн Кроуфорд Скотт Фостер | НТВ+ |
| 17 июня 9:00 p.m. ET | Протокол | Лейкерс выиграл чемпионат, 4–3 |          |                      | Стейплс-центр, Лос-Анджелес, Калифорния Зрителей: 18,997 Судьи: Джо Кроуфорд Дэн Кроуфорд Скотт Фостер | НТВ+ |

В решающей игре финальной серии плей-офф «Лейкерс» на своей площадке обыграли «Бостон». На протяжении большей части матча «кельты», несмотря на отсутствие травмированного Кендрика Перкинса, контролировали ситуацию на площадке и даже сумели оторваться от соперника на 13 очков, однако в решающий момент подопечные Фила Джексона нашли в себе силы сначала сравнять счёт, а затем и вырвать победу в концовке со счётом 83:79, завоевав 16-й титул в истории клуба, победив в серии со счётом 4-3. Коби Брайант стал самым результативным игроком на площадке набрав 23 очка и сделав 15 подборов и был признан MVP финала плей-офф НБА.

### Награды
- Чемпион НБА — Лос-Анджелес Лейкерс (16-й титул)
- Самый ценный игрок финала НБА — Коби Брайант (Лос-Анджелес Лейкерс)[3]

## Статистика игроков

### Лос-Анджелес Лейкерс
| Игрок               | GP | GS | MPG  | FG%  | 3P%  | FT%   | RPG  | APG | SPG | BPG | PPG  |
| Рон Артест          | 7  | 7  | 35.9 | .361 | .344 | .550  | 4.6  | 1.3 | 1.4 | 0.6 | 10.6 |
| Шеннон Браун        | 7  | 0  | 12.1 | .450 | .000 | 1.000 | 0.9  | 0.4 | 0.0 | 0.1 | 3.0  |
| Коби Брайант        | 7  | 7  | 41.2 | .405 | .319 | .883  | 8.0  | 3.9 | 2.1 | 0.7 | 28.6 |
| Эндрю Байнам        | 7  | 7  | 24.9 | .452 | .000 | .700  | 5.1  | 0.0 | 0.1 | 1.3 | 7.4  |
| Джордан Фармар      | 7  | 0  | 12.6 | .321 | .200 | .500  | 1.1  | 0.9 | 1.1 | 0.0 | 3.0  |
| Дерек Фишер         | 7  | 7  | 30.6 | .420 | .200 | .941  | 3.0  | 2.0 | 0.9 | 0.0 | 8.6  |
| Пау Газоль          | 7  | 7  | 41.9 | .478 | .000 | .721  | 11.6 | 3.7 | 0.7 | 2.6 | 18.6 |
| Дидье Илунга-Мбенга | 1  | 0  | 2.7  | .000 | .000 | .000  | 1.0  | 0.0 | 0.0 | 0.0 | 0.0  |
| Ламар Одом          | 7  | 0  | 27.4 | .489 | .100 | .545  | 6.6  | 1.3 | 0.6 | 0.6 | 7.6  |
| Джош Пауэлл         | 2  | 0  | 4.1  | .000 | .000 | .000  | 0.5  | 0.0 | 0.0 | 0.0 | 0.0  |
| Саша Вуячич         | 7  | 0  | 7.4  | .375 | .400 | .833  | 1.0  | 0.7 | 0.3 | 0.0 | 3.0  |
| Люк Уолтон          | 4  | 0  | 7.8  | .333 | .000 | .000  | 0.5  | 0.8 | 0.0 | 0.5 | 0.5  |

### Бостон Селтикс
| Игрок             | GP | GS | MPG  | FG%  | 3P%   | FT%   | RPG | APG | SPG | BPG | PPG  |
| Рэй Аллен         | 7  | 7  | 39.4 | .367 | .293  | .960  | 2.7 | 1.7 | 0.7 | 0.0 | 14.6 |
| Тони Аллен        | 7  | 0  | 14.7 | .333 | .000  | .857  | 1.0 | 0.4 | 1.0 | 0.7 | 3.1  |
| Маркиз Дэниэлс    | 2  | 0  | 2.2  | .500 | 1.000 | 1.000 | 0.5 | 0.0 | 0.0 | 0.0 | 2.5  |
| Глен Дэвис        | 7  | 0  | 20.6 | .462 | .000  | .688  | 5.6 | 0.4 | 0.9 | 0.4 | 6.7  |
| Майкл Финли       | 2  | 0  | 2.6  | .000 | .000  | .000  | 0.0 | 0.0 | 0.0 | 0.0 | 0.0  |
| Кевин Гарнетт     | 7  | 7  | 31.7 | .511 | .000  | .895  | 5.6 | 3.0 | 1.4 | 1.3 | 15.3 |
| Кендрик Перкинс   | 6  | 6  | 23.5 | .571 | .000  | .647  | 5.8 | 1.0 | 0.2 | 0.0 | 5.8  |
| Пол Пирс          | 7  | 7  | 39.8 | .439 | .400  | .865  | 5.3 | 3.0 | 0.7 | 0.9 | 18.0 |
| Нейт Робинсон     | 7  | 0  | 10.1 | .400 | .333  | 1.000 | 1.1 | 1.9 | 0.1 | 0.0 | 4.9  |
| Рэджон Рондо      | 7  | 7  | 38.8 | .454 | .333  | .263  | 6.3 | 7.6 | 1.6 | 0.3 | 13.6 |
| Брайан Скалабрини | 1  | 0  | 0.9  | .000 | .000  | .000  | 0.0 | 0.0 | 0.0 | 0.0 | 0.0  |
| Рашид Уоллес      | 7  | 1  | 20.6 | .366 | .238  | 1.000 | 4.6 | 0.9 | 0.4 | 0.7 | 5.3  |
| Шелден Уильямс    | 2  | 0  | 9.2  | .000 | .000  | .000  | 2.0 | 0.0 | 0.0 | 0.0 | 0.0  |

## Составы команд

### Лос-Анджелес Лейкерс
| \| Поз. \| № \| Гражд. \| Имя \| Рост \| Вес \| Откуда \| \| ---- \| -- \| ---------- \| ------------------- \| ------ \| ------ \| ----------------- \| \| АЗ \| 1 \| ! \| Джордан Фармар \| 188 см \| 82 кг \| Калифорния \| \| РЗ \| 2 \| ! \| Дерек Фишер \| 185 см \| 95 кг \| Арканзас \| \| ЛФ \| 4 \| ! \| Люк Уолтон \| 203 см \| 107 кг \| Аризона \| \| ЛФ \| 6 \| ! \| Адам Моррисон \| 203 см \| 93 кг \| Вашингтон \| \| ТФ \| 7 \| ! \| Ламар Одом \| 208 см \| 104 кг \| Род-Айленд \| \| АЗ \| 12 \| ! \| Шеннон Браун \| 193 см \| 95 кг \| Мичиган \| \| ТФ \| 16 \| Испания ! \| Пау Газоль \| 213 см \| 113 кг \| Испания \| \| Ц \| 17 \| ! \| Эндрю Байнам \| 213 см \| 129 кг \| Нью-Джерси \| \| АЗ \| 18 \| Словения ! \| Саша Вуячич \| 201 см \| 93 кг \| Италия \| \| Ц \| 21 \| ! \| Джош Пауэлл \| 206 см \| 109 кг \| Северная Каролина \| \| АЗ \| 24 \| ! \| Коби Брайант \| 198 см \| 96 кг \| Пенсильвания \| \| Ц \| 28 \| Бельгия ! \| Дидье Илунга-Мбенга \| 213 см \| 116 кг \| Бельгия \| \| ЛФ \| 37 \| ! \| Рон Артест \| 201 см \| 118 кг \| Нью-Йорк \| | Главный тренер - Фил Джексон Ассистенты тренера - Франк Хамблен - Брайан Шоу - Карим Абдул-Джаббар - Крейг Ходжес - Джим Климонс [ Состав] • [ Переходы] Последнее изменение: 21 ноября 2010 года |            |                     |        |        |                   |
| Поз. | № | Гражд.     | Имя                 | Рост   | Вес    | Откуда            |
| АЗ | 1 | !          | Джордан Фармар      | 188 см | 82 кг  | Калифорния        |
| РЗ | 2 | !          | Дерек Фишер         | 185 см | 95 кг  | Арканзас          |
| ЛФ | 4 | !          | Люк Уолтон          | 203 см | 107 кг | Аризона           |
| ЛФ | 6 | !          | Адам Моррисон       | 203 см | 93 кг  | Вашингтон         |
| ТФ | 7 | !          | Ламар Одом          | 208 см | 104 кг | Род-Айленд        |
| АЗ | 12 | !          | Шеннон Браун        | 193 см | 95 кг  | Мичиган           |
| ТФ | 16 | Испания !  | Пау Газоль          | 213 см | 113 кг | Испания           |
| Ц | 17 | !          | Эндрю Байнам        | 213 см | 129 кг | Нью-Джерси        |
| АЗ | 18 | Словения ! | Саша Вуячич         | 201 см | 93 кг  | Италия            |
| Ц | 21 | !          | Джош Пауэлл         | 206 см | 109 кг | Северная Каролина |
| АЗ | 24 | !          | Коби Брайант        | 198 см | 96 кг  | Пенсильвания      |
| Ц | 28 | Бельгия !  | Дидье Илунга-Мбенга | 213 см | 116 кг | Бельгия           |
| ЛФ | 37 | !          | Рон Артест          | 201 см | 118 кг | Нью-Йорк          |

### Бостон Селтикс
| \| Поз. \| № \| Гражд. \| Имя \| Рост \| Вес \| Откуда \| \| ---- \| -- \| ------ \| ----------------- \| ------ \| ------ \| ----------------- \| \| АЗ \| 0 \| ! \| Оливер Лафайетт \| 166 см \| 86 кг \| Техас \| \| РЗ \| 4 \| ! \| Нейт Робинсон \| 175 см \| 82 кг \| Вашингтон \| \| ТФ \| 5 \| ! \| Кевин Гарнетт \| 211 см \| 109 кг \| Иллинойс \| \| ЛФ \| 7 \| ! \| Маркиз Дэниэлс \| 198 см \| 91 кг \| Алабама \| \| РЗ \| 9 \| ! \| Рэджон Рондо \| 185 см \| 78 кг \| Кентукки \| \| ТФ \| 11 \| ! \| Глен Дэвис \| 206 см \| 131 кг \| Луизиана \| \| ТФ \| 13 \| ! \| Шелден Уильямс \| 206 см \| 113 кг \| Северная Каролина \| \| АЗ \| 20 \| ! \| Рэй Аллен \| 196 см \| 93 кг \| Коннектикут \| \| ТФ \| 27 \| ! \| Тони Гаффни \| 206 см \| 100 кг \| Массачусетс \| \| ТФ \| 30 \| ! \| Рашид Уоллес \| 211 см \| 104 кг \| Северная Каролина \| \| ЛФ \| 34 \| ! \| Пол Пирс \| 201 см \| 107 кг \| Канзас \| \| АЗ \| 40 \| ! \| Майкл Финли \| 201 см \| 102 кг \| Висконсин \| \| АЗ \| 42 \| ! \| Тони Аллен \| 193 см \| 97 кг \| Оклахома \| \| Ц \| 43 \| ! \| Кендрик Перкинс \| 208 см \| 119 кг \| Техас \| \| ТФ \| 44 \| ! \| Брайан Скалабрини \| 206 см \| 106 кг \| Калифорния \| | Главный тренер - Док Риверс Ассистенты тренера - Армонд Хилл - Кевин Истман - Клиффорд Рэй - Том Тибодо - Майк Лонгабарди [ Состав] • [ Переходы] Последнее изменение: 21 ноября 2010 года |        |                   |        |        |                   |
| Поз. | № | Гражд. | Имя               | Рост   | Вес    | Откуда            |
| АЗ | 0 | !      | Оливер Лафайетт   | 166 см | 86 кг  | Техас             |
| РЗ | 4 | !      | Нейт Робинсон     | 175 см | 82 кг  | Вашингтон         |
| ТФ | 5 | !      | Кевин Гарнетт     | 211 см | 109 кг | Иллинойс          |
| ЛФ | 7 | !      | Маркиз Дэниэлс    | 198 см | 91 кг  | Алабама           |
| РЗ | 9 | !      | Рэджон Рондо      | 185 см | 78 кг  | Кентукки          |
| ТФ | 11 | !      | Глен Дэвис        | 206 см | 131 кг | Луизиана          |
| ТФ | 13 | !      | Шелден Уильямс    | 206 см | 113 кг | Северная Каролина |
| АЗ | 20 | !      | Рэй Аллен         | 196 см | 93 кг  | Коннектикут       |
| ТФ | 27 | !      | Тони Гаффни       | 206 см | 100 кг | Массачусетс       |
| ТФ | 30 | !      | Рашид Уоллес      | 211 см | 104 кг | Северная Каролина |
| ЛФ | 34 | !      | Пол Пирс          | 201 см | 107 кг | Канзас            |
| АЗ | 40 | !      | Майкл Финли       | 201 см | 102 кг | Висконсин         |
| АЗ | 42 | !      | Тони Аллен        | 193 см | 97 кг  | Оклахома          |
| Ц | 43 | !      | Кендрик Перкинс   | 208 см | 119 кг | Техас             |
| ТФ | 44 | !      | Брайан Скалабрини | 206 см | 106 кг | Калифорния        |